# ریزکی رضا
ریزکی رضا (انگلیسی: Rizky Ridho؛ زادهٔ ۲۱ نوامبر ۲۰۰۱) بازیکن فوتبال اهل اندونزی است.
وی همچنین در تیم‌های ملی فوتبال زیر ۲۳ سال اندونزی و اندونزی بازی کرده‌است.